# Curt von Hagen

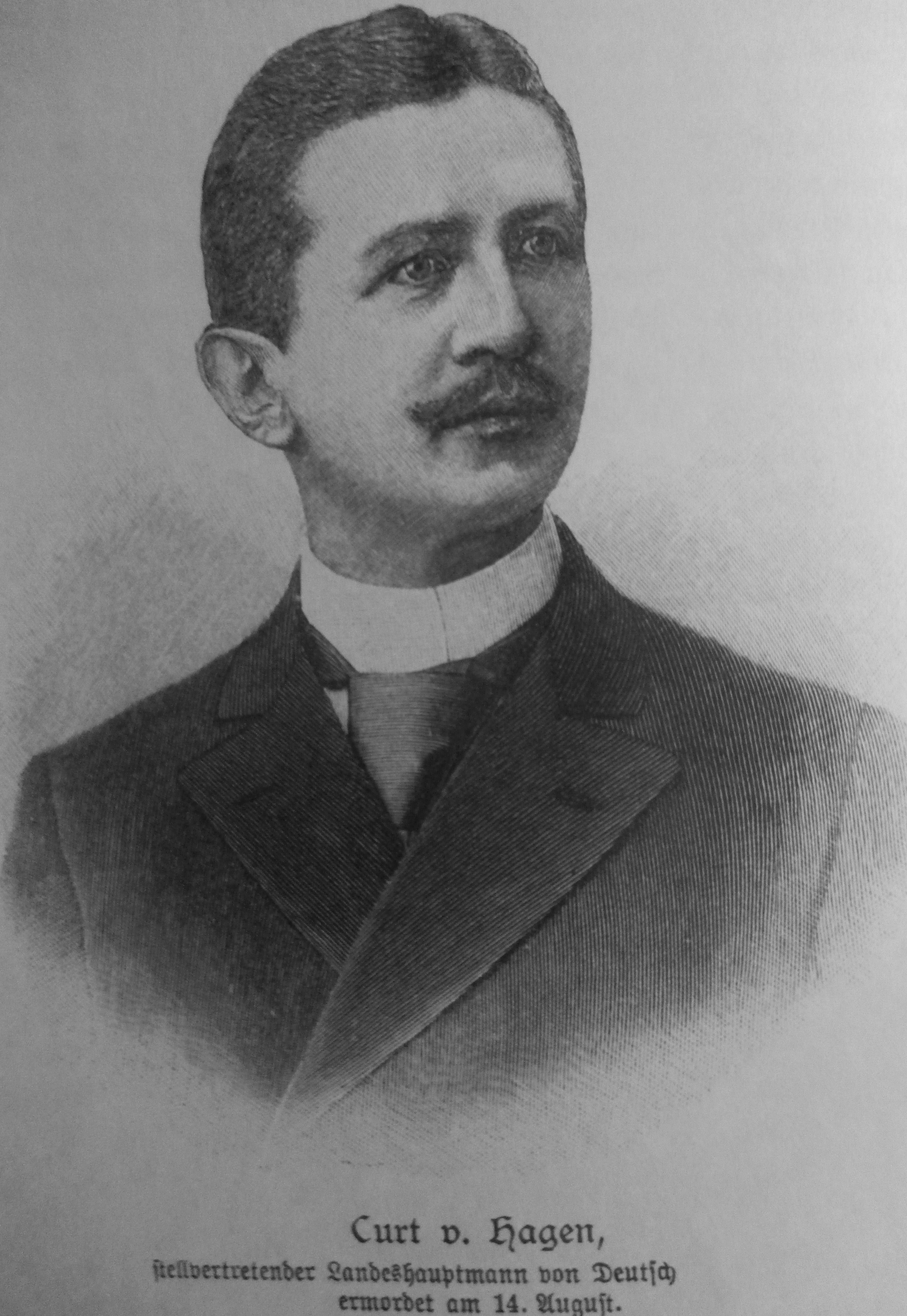
Curt von Hagen

Curt von Hagen (* 12. September 1859 in Schippenbeil, Ostpreußen; † 13. August 1897 nahe der Pflanzung Jomba in Deutsch-Neuguinea) war ein preußischer Offizier, zeitweise als Tabakpflanzer unternehmerisch in Sumatra tätig, und schließlich Kolonist im neu erschlossenen Neuguinea, wo er für die deutsche Kolonialverwaltung zuletzt als Landeshauptmann tätig war.

## Familie
Curt von Hagen war der Sohn des preußischen Generalleutnants Heinrich von Hagen (1831–1905), dem Begründer der briefadeligen Familie von Hagen, und er war Enkel des Novellisten und ersten Professors für Ästhetik und Kunstgeschichte an der Königsberger Universität Albertina, Ernst August Hagen (1797–1880). Ein Urgroßvater war der Hofapotheker, Universalgelehrte sowie Freund und Diskutant Immanuel Kants Karl Gottfried Hagen (1749–1829).
Im Jahre 1881 heiratete er die Fabrikantentochter Helene Winkler. Aus dieser Ehe ging als einziges Kind 1886 die Tochter Else, die einen bürgerliche Ehepartner wählte, hervor.

## Lebensweg

Station Friedrich-Wilhelms-Hafen, 1892

Curt von Hagen folgte beruflich seinem Vater und trat 1878 als Feldartillerie-Offizier in die preußische Armee ein. Er musste nach einem Reitunfall 1886 aus dem Heer ausscheiden. Als Neuanfang versuchte er sich als selbständiger Tabakpflanzer. Die in Deli (Sumatra) gegründete Aktiengesellschaft ging jedoch bald in Konkurs. Ab 1893 war er Hauptverwalter der Tabakspflanzung Jomba für die Astrolabe-Compagnie nahe Friedrich-Wilhelms-Hafen in Deutsch-Neuguinea.
Bereits drei Jahre später war Hagen, der als fähiger Verwalter galt, Generaldirektor für die Neuguinea-Kompagnie. Er gab deren Station in Friedrich-Wilhelmshafen im selben Jahr auf und verlegte sie nach Stephansort, wo er eine neue Hafenanlage und die Station Erima anlegen ließ. Damit war der Umzug sämtlicher Beamter verbunden. All dies fiel in seine Verantwortung, da er zum 22. September kommissarischer Landeshauptmann geworden war.
Auf einer Dienstreise im Mai 1897 nach Herbertshöhe (Kokopo) erfuhr von Hagen durch Albert Hahl von der 1895 erfolgten Ermordung des Reiseschriftstellers Otto Ehlers und einiger diesen begleitenden Polizeisoldaten. Im Juli 1897 konnten die beiden Rädelsführer, Ranga und Opia, auf Initiative von Hagens verhaftet und in Stephansort eingesperrt werden. Doch den beiden gelang die Flucht. Bei einem Raubmord an einem chinesischen Händler erbeuteten sie Gewehre. Anfang August organisierte von Hagen mit anderen Kolonisten eine Verfolgung. Die Gruppe brach am 13. August morgens nahe der Astrolabe-Tabakspflanzung Jomba in das Landesinnere auf. Wenige Stunden später wurde Hagen von einem Schuss Rangas tödlich getroffen. Nachdem die Kaiserliche Marine mit dem Kleinen Kreuzer Falke die Insel bombardiert hatte, töteten die Einheimischen fünf Tage später die beiden Mörder und stellten ihre Köpfe am 19. August nach Übergabe an die Kolonialverwaltung zur Abschreckung in Stephansort auf.
Hagens Witwe hatte 1899 Schwierigkeiten, eine Rente zu erhalten, da sich die Neuguinea-Kompagnie auf den Standpunkt stellte, von Hagen sei an seinem Tod selbst schuld gewesen, da es nicht seine Aufgabe gewesen sei, Strafexpeditionen durchzuführen. Es wurden dann doch 600 Mark für die Witwe und 150 Mark für die Tochter bewilligt.
Für den Ermordeten wurde ein Ehrenmal mit Bronzeadler errichtet (5° 28′ S / 145° 45′ O). Dieser Adler wurde 1956 abmontiert und im nach ihm benannten Mount Hagen (5°52′S 144°13′O), heute Hauptstadt der Provinz Western Highlands, auf ein neues Denkmal gesetzt. Seit etwa 1990 befindet sich eine unpräzise Nachbildung des Reichsadlers auf diesem Denkmal. Ebenso ist der 3363 m hohe Vulkan Hagensberg (5,75° S, 144,33° O) nach Curt von Hagen benannt.